# Syphon Filter 2: Conspiración mortal
Syphon Filter 2  es un videojuego perteneciente al género de disparos y sigilo en tercera persona para la consola PlayStation 1, realizado por "989 Studios". Éste es el segundo juego de la saga Syphon Filter, e inicia exactamente donde terminó el primer videojuego Syphon Filter.

## Jugabilidad
Syphon Filter 2 retuvo prácticamente toda la jugabilidad del videojuego original, La secuela agregó un modo multijugador que presenta algunos personajes para seleccionar (incluidos los personajes fallecidos del Syphon Filter), así como nuevos mapas que no se encuentran en el modo de un solo jugador.

## Argumento
Horas después de los eventos del primer videojuego, Gabriel Logan y Lian Xing ahora son objetivos de la Agencia después de descubrir su conexión con el Syphon Filter, etiquetados como terroristas para el público en general. El agente de la agencia Dillon Morgan captura a Lian en los almacenes de PharCom, obligando a Gabe y a los soldados del CBDC a reunirse con la exagente de la agencia Teresa Lipan en Arizona. Simultáneamente, la Agencia arma un escuadrón de F-22 Raptors para interceptar su transporte sobre las Montañas Rocosas de Colorado, por lo que Gabe y el CBDC, teniente Jason Chance, descienden la montaña en busca de su avión y una caja de discos de datos PharCom. El agente de la agencia Steven Archer intenta detenerlos a toda costa.
Un grupo de conspiradores, entre ellos Mara Aramov y el nuevo director de la Agencia Lyle Stevens, hacen un trato para entregar el virus a un general chino deshonesto llamado Shi-Hao. Mientras tanto, Lian se recupera en una base de la Fuerza Aérea de los EE. UU. Donde Morgan, Derek Falkan y Thomas Holman están trabajando con la Dra. Elsa Weissinger de PharCom para extraer el plasma infectado de los sujetos de prueba. Lian descubre que el otro sujeto fue el CEO de PharCom Jonathan Phagan, quien sobrevivió a su herida de bala el tiempo suficiente para que la Agencia tomara el plasma. Weissinger protesta porque Phagan es útil y debe mantenerse vivo para la investigación, pero Morgan, sin la intención de que el gobierno de los EE. UU. Encuentre al CEO de Pharcom infectado con un virus desconocido, desactiva su soporte vital, atando un cabo suelto.
Lian escapa del edificio médico e interroga a Holman para saber que Morgan está planeando otra operación en el Centro de Exposiciones PharCom para encontrar un disco de cifrado. Ella deja la base en un helicóptero después de matar a Falkan y se une con Gabe para luchar contra las fuerzas de Archer. Gabe dispara a Archer durante su escape y recupera los datos de PharCom.
Los protagonistas siguen la pista de Holman al Centro de Exposiciones y matan a Morgan antes de que pueda recuperar el disco que buscaba. Después de descifrar los datos de PharCom, Teresa se da cuenta de que falta información. La otra mitad debe estar con el director ruso del SVR, Uri Gregorov, quien apareció en los almacenes antes de que Gabe se fuera. Como Lian y Uri se conocen, acuerdan reunirse en Moscú.
Aramov instiga un tiroteo mientras se encuentran y Lian persigue a Gregorov. Más tarde, Lian descubre que es un impostor que trabaja para Mara e intenta encontrar la otra mitad de los datos. El hombre admite que el verdadero Gregorov está en un gulag ruso, la prisión de Aljir, que una vez tuvo cautiva a Lian. Gregorov descubrió una trama para vender el virus a Shi-Hao, por lo que Aramov intervino. Lian detiene la ejecución de Gregorov, pero se derrumba del virus. Gabe la lleva de regreso a los Estados Unidos, mientras que Gregorov promete manejar a Shi-Hao.
Gabe y Teresa regresan a la casa de seguridad en Virginia supervisada por Lawrence Mujari, un patólogo independiente. Deciden intercambiar los datos de PharCom a la Agencia por la vacuna de Lian. El director Stevens traiciona y atrapa a Gabe en los laboratorios de la Agencia en Nueva York, pero Logan escapa y obliga a la Dr. Weissinger a darle la vacuna. Gabe también descubre que Chance sobrevivió a la misión en Colorado y lo libera.
Perseguido por policías SWAT de NYPD y el personal de la Agencia, Gabe se apresura a regresar a su helicóptero. En el camino, Logan se ve obligado a proporcionar cobertura para un oficial SWAT cuyo compañero está herido. Lo hace, pero Stevens, que luego toma como rehenes al policía, le ordena que suelte sus armas. A pesar de que Logan se rinde, Stevens mata al oficial de todos modos. Antes de que le disparen, Gabe es arrojado a las alcantarillas por una bomba que hace estallar Teresa. Gabe supone que Chance fue asesinado en los laboratorios ya que Teresa dice que nunca llegó al helicóptero. Gabe y Teresa finalmente arrinconan a Stevens y Gabe le dispara a sangre fría.
Gabe y Teresa llegan al helicóptero para encontrar a Chance esperando en una impenetrable armadura corporal emitida por la Agencia. Realmente estaba trabajando para ellos, y mata a Teresa. Gabe lo sospechaba ya que la Agencia siempre sabía dónde estaba en Colorado. Ambos hombres pelean, y Gabe mata al hombre en el que confiaba con una escopeta de asalto que lleva a Chance a las hélices del helicóptero y lo decapita.
Un informe de noticias revela que la existencia de la Agencia ahora es pública, y el Secretario de Estado de los EE. UU., Vincent Hadden, promete que el gobierno investigará. Gabe cura a Lian y demarca una tumba para Teresa. Él, Lian y Lawrence hacen un pequeño monumento y prometen seguir luchando, mientras que algunos soldados los miran desde la distancia. En una escena posterior a los créditos, Hadden y Aramov salen de un helicóptero, y Aramov dice que pronto la Administración dejará que Hadden se convierta en presidente. Aunque un equipo de soldados solicita permiso para matar a Gabe y su equipo, Hadden suspende la operación y le dice a Mara que tiene otros planes para Gabe. Aramov se ríe mientras la pantalla se oscurece.

### Niveles
Dentro del juego hay 21 niveles, con sus objetivos, parámetros y requisitos que varían según el lugar, detallados a continuación:
En Denver, Colorado,
- Montañas de Colorado.
- Interior de la Base Aérea Mckenzie.
- Interestatal 70.
- Puente de la Montaña de la Interestatal 70.
- Exterior de la Base Aérea Mckenzie.
- Entrando al Tren.
- El Tren en Movimiento.
- Sitio del Accidente del C-130 y la lucha contra Archer.

En New York, New York,
- Centro de Exposición Pharcom.
- Lucha Contra Morgan.

En los barrios bajos de Moscú,
- Club 32 en Moscú.
- Calles de Moscú.
- Parque Volkov.
- Lucha contra Uri Gregorov.

En Siberia,
- Prisión Aljir.
- Escape de la Prisión Aljir.

En New York, New York,
- Bio-Laboratorio de la Agencia.
- Escape del Bio-Laboratorio.
- Barrios bajo de New York.
- Alcantarillas de New York.
- Final, lucha contra Chance.

## Recepción
El videojuego obtuvo críticas generalmente positivas, con un puntaje promedio de 81.47% en GameRankings, basado en un total de 29 revisiones.

## Secuelas
Debido a que Syphon Filter 2 se lanzó en el año 2000 con críticas populares, Sony dio luz verde a una secuela directa, Syphon Filter 3 se lanzó en el 2001 con revisiones mixtas después del lanzamiento. Se lanzaron dos spin-offs para la PlayStation Portable en el 2006 y 2007; Syphon Filter: El Espejo Oscuro y Syphon Filter: La Sombra de Logan, respectivamente. Un puerto para la PlayStation 2 de la Sombra de Logan fue lanzado exclusivamente en Norteamérica en el año 2010.  Los dos spin-offs se encontraron con críticas desde mixtas a positivas de los críticos, lo que llevó al final de la serie Syphon Filter en el año 2007.

## Juegos Relacionados
| 1.er Juego | 2.º Juego | 3.er Juego | 4.º Juego | 5.º Juego | 6.º Juego |
| ---------- | --------- | ---------- | --------- | --------- | --------- |
| SF1        | SF2       | SF3        | SF:TOS    | SF:EEO    | SF:LSL    |

- Datos: Q739782